# Fritt Vilt II
Fritt Vilt II es una película de terror noruega del 2008. Es la secuela de la película Fritt Vilt a la que le sigue Fritt Vilt 3 y fue estrenada en Noruega el 10 de octubre de 2008.
La película está dirigida por Roar Uthaug y en el papel principal encontramos, otra vez, a Ingrid Bolsø Berdal. 
El fin de semana de su estreno fue el mejor del cine noruego para una película.

## Argumento
Justo después de los acontecimientos de la primera película, Jannicke (Berdal) es encontrada en medio de la nieve y llevada por un policía al hospital de Otta, Noruega. Allí le cuenta a la policía y a los doctores que sus cinco amigos yacen muertos en una grieta junto al asesino. La policía, extrañada, irá a investigar y a traer los posibles cuerpos al hospital, pero aparte de sus amigos, también traen al hombre que intentó asesinarla.

## Reparto
| Actor                      | Personaje               |
| -------------------------- | ----------------------- |
| Ingrid Bolsø Berdal        | Jannicke                |
| Marthe Snorresdotter Rovik | Camilla                 |
| Kim Wifladt                | Ole                     |
| Fridtjov Såheim            | Herman                  |
| Johanna Mørck              | Audhild                 |
| Mats Eldøen                | Sverre                  |
| Rune Melby                 | El hombre de la montaña |

## Producción
La primera entrega de la saga fue muy bien recibida, y vista por 260 mil personas, un gran número para Noruega. Un crítico incluso la clasificó como la mejor película slasher del 2006. Por esto las exctativas para la secuela eran altas, e Ingrid Bolsø Berdal — cuyo personaje es el único superviviente del reparto original — enfatizó en la idea e que estaban decididos a hacer una buena película, no solo en ganar dinero con una secuela mediocre. Aunque disfrutó con el papel, Berdal insistió en que sería su último papel en la saga. 
Norsk Filmfond otorgó apoyo económico al proyecto el 4 de febrero de 2008 y el nuevo reparto se anunció para el 20 de febrero. Mats Stenberg dirigiría esta secuela, en lugar de Roar Uthaug, quien había dirigido la primera película, y la película empezaría a finales de febrero. 
La grabación estuvo llena de acontecimientos, con Berdal sufriendo gastroenteritis por haberse intoxicado con la comida; teniendo que grabar escenas mientras estaba con vómitos. También hubo momentos más relajados, con los miembros del equipo escondiéndose por las habitaciones del hotel donde dormían para asustar a los otros con máscaras. Mientras que las escenas exteriores fueron grabadas en el escnario salvaje de Jotunheimen y la ciudad de Otta, las escenas del hospital fueron grabadas en hospital Åslund en Ås
A pesar de toda la fama que le precedía en España la película salió directamente a venta en formato video o DVD.

## Recepción
La crítica noruega coincidió en alabar la película, otorgando una media de cuatro de seis puntos. El resultado fue que aunque la secuela no iguala del todo a la original, aún era «disfrutable». Morten Ståle Nilsen, escritor de Verdens Gang, comentó la facilidad de Berdal para parecer sexy y abatida a la vez. Vegard Laarsen se sorprendió de que la secuela obtuviera tan buenos resultado. Como Nilsen, comparó a Berdal con Ellen Ripley, al personaje de Sigourney Weaver en la saga Alien. Per Haddal en Aftenposten dijo que la película no llegaba a asustar tanto como la secuela, pero que no comprometería sin embargo al sólido trabajo del equipo.  
La película fue vista por 101.564 personas en el fin de semana del estreno, lo que fue un récord Noruego para una película. El anterior récord —de 70952— fue para Mos Elling en 2003. Todo el éxito de la película puede haberse basado en una campaña de marketing viral precedente al estreno.